# Síndrome de Sanfilippo
El síndrome de Sanfilippo o mucopolisacaridosis tipo III (MPS-III) comprende un grupo de enfermedades de almacenamiento lisosomal, causada por la deficiencia de una de las cuatro hidrolasas lisosomales que participan en la degradación del glicosaminoglicano heparán sulfato (el cual se encuentra localizado en la matriz extracelular y en las glicoproteínas de la superficie celular). Tiene un patrón de herencia autosómico recesivo, lo cual quiere decir que el niño hereda tanto del padre como de la madre las copias del gen mutado. Ambos padres de un niño afectado con un padecimiento autosómico recesivo son portadores sanos del gen mutado. Esta deficiencia ocasiona degeneración grave del sistema nervioso central y deterioro de las habilidades sociales y de adaptación, provocando finalmente una muerte precoz de la persona afectada. Por el momento, no se ha descubierto una cura para los humanos, aunque se están realizando diferentes estudios de investigación que son esperanzadores.[cita requerida]

## Historia
En 1961, Harris informó las manifestaciones clínicas de una niña con hepatomegalia y esplenomegalia, evaluación esquelética normal y excreción de grandes cantidades de heparan sulfato en la orina.
En 1962 y 1963, Sanfilippo y asociados; describieron ocho niños con discapacidad intelectual con mucopolisacariduria de heparan sulfato y describieron el síndrome que ahora lleva su nombre.
En 1974, Autio y asociados, utilizaron el término "gárgola" para describir la apariencia facial de un niño con aspartil-glicosaminuria que semejaba las características de estas decoraciones.

## Incidencia

El Síndrome de Sanfilippo se transmite con un patrón autosómico recesivo

El número de personas afectadas por el síndrome es variable dependiendo de la región geográfica, alrededor de un caso por cada 280 000 nacimientos en Irlanda del Norte, 1 por 66 000 en Australia, y 1 por 50 000 en los Países Bajos. En un estudio realizado en Australia, se determinó la incidencia siguiente, diferenciando los diferentes subtipos de la enfermedad. 
| Síndrome de Sanfilippo (tipos) | Incidencia aproximada | Porcentaje de casos |
| ------------------------------ | --------------------- | ------------------- |
| A                              | 1 en 100 000          | 60                  |
| B                              | 1 en 200 000          | 30                  |
| C                              | 1 en 1 500 000        | 4                   |
| D                              | 1 en 1 000            | 6                   |

## Manifestaciones clínicas
- Desarrollo casi normal hasta antes de los 3 a 4 años de edad.
- Retraso en el desarrollo, especialmente en el lenguaje (etapa 1).
- Dificultades motoras progresivas debido a la espasticidad y rigidez de las articulaciones, que inician aproximadamente a los 10 años de edad (marcan el inicio de la tercera etapa de la enfermedad).
- Pérdida auditiva grave (es frecuente en el paciente con afectación moderada a grave).
- Degeneración neurológica grave que ocurre en la mayoría de los pacientes entre los seis y los 10 años de edad, acompañado por deterioro rápido de las habilidades sociales y adaptativas (deterioro mental).
- Problemas conductuales (etapa 2).
  - Agresividad
  - Hiperactividad
  - Déficit de atención
  - Trastornos del sueño
  - Llanto intenso
  - Autolesión
  - Cambios bruscos en el estado de ánimo
- Trastornos fisiológicos:
  - Incapacidad o dificultad para controlar los esfínteres
  - Diarrea
  - Dificultades para caminar
  - Articulaciones rígidas que posiblemente no se extiendan por completo

Es importante evitar confundir este trastorno con otros tales como retraso mental severo, parálisis cerebral o trastorno de espectro autista nivel 3 (aun cuando posean muchas manifestaciones en común).

## Diagnóstico por laboratorio
- Excreción urinaria incrementada de heparán sulfato.

## Diagnóstico por imagen
- Radiografía: grado leve de disostosis múltiple.
- Tomografía de cerebro: atrofia cortical leve a moderada al inicio.
- Atrofia cortical grave en las etapas tardías.

## Tratamiento
El tratamiento convencional del niño con síndrome de Sanfilippo que consiste en modificación conductual y farmacoterapia ha tenido un éxito limitado para el control de las manifestaciones conductuales.

## Pronóstico
El síndrome provoca síntomas neurológicos considerables, como discapacidad intelectual severa. El CI puede estar por debajo de 50. La mayoría de las personas con este síndrome viven hasta los años de adolescencia; algunos pueden vivir más, mientras que otros con formas severas de la enfermedad mueren a una edad más temprana. Los síntomas parecen más severos en personas con el síndrome de Sanfilippo tipo A.